# 鼎湖唇柱苣苔
鼎湖唇柱苣苔（学名：Chirita gueilinensis var. dolichotricha）为苦苣苔科唇柱苣苔属下的一个变种。

## 扩展阅读
- 維基物種上的相關：鼎湖唇柱苣苔